# Esperantic Studies Foundation
Esperantic Studies Foundation (з англ: Фундація навчання есперанто)  —  підтримує дослідження, викладання есперанто і споріднених тем що піднімаються у міжмовному спілкуванні, зокрема у зв'язку з вищим навчанням у Північній Америці.